# David Paniagua
David Augusto Paniagua Yépez (Santa Cruz de la Sierra, 30 de abril de 1959) es un exfutbolista boliviano que se desempeñaba como delantero.

## Trayectoria
Se inició profesionalmente en The Strongest con que jugaría la Copa Libertadores 1980.
En 1981 su pase es comprado por Blooming, club donde fue decisivo para lograr la conquista del título nacional de 1984. Al año siguiente ayudaría a su equipo a llegar a las semifinales de la Copa Libertadores 1985.
Termina su carrera profesional en 1986 en el Bolívar.

## Selección nacional
Vistió la camiseta de la Selección Boliviana en un encuentro de la Copa América 1979 y tres partidos de la Copa América 1983.
En total jugó 7 encuentros y convirtió 1 gol.

### Participaciones en la Copa América
| Copa              | Sede          | Resultado    | PJ | G |
| ----------------- | ------------- | ------------ | -- | - |
| Copa América 1979 | Argentina     | Primera fase | 1  | 0 |
| Copa América 1983 | Sin sede fija | Primera fase | 3  | 1 |
| Total             | Total         | Total        | 4  | 1 |

## Clubes
| Club          | País    | Año         |
| ------------- | ------- | ----------- |
| The Strongest | Bolivia | 1978 - 1980 |
| Blooming      | Bolivia | 1981 - 1985 |
| Bolívar       | Bolivia | 1986        |

## Palmarés

### Títulos nacionales
| Título           | Club     | Año  |
| ---------------- | -------- | ---- |
| Primera División | Blooming | 1984 |